# Cattedrale di San Pancrazio
La cattedrale di San Pancrazio è il principale luogo di culto della città di Albano Laziale, in città metropolitana di Roma, nell'area dei Castelli Romani, nonché chiesa madre della sede suburbicaria di Albano. Nel settembre del 1865 papa Pio IX la elevò alla dignità di basilica minore.

## Storia

### La fondazione
Il cristianesimo fu probabilmente annunciato nel territorio albano e tuscolano addirittura da san Pietro e san Paolo di Tarso: ad ogni modo, le prime memorie cristiane nel territorio albanense sono molto antiche, come le catacombe di San Senatore ad Albano Laziale, presso la chiesa di Santa Maria della Stella: databili al IV o al V secolo, furono mantenute in uso fino al IX secolo. Altre antiche testimonianze della presenza cristiana ad Albano sono un oratorio cristiano situato all'interno dei resti della villa repubblicana di villa Doria-Pamphilj ed un oratorio cristiano scoperto dentro i "vomitoria" dell'anfiteatro romano in via San Francesco d'Assisi.
La prima menzione di una cattedrale ad Albano compare nel Liber pontificalis, riferita al regno dell'imperatore Costantino I (306-337) ed al pontificato di papa Silvestro I (314-335):
Segue un lungo elengo di terreni dell'Agro Romano e dei Colli Albani che sarebbero stati donati dall'imperatore alla cattedrale albanense, tra cui spiccano il Lago Albano e località come Marino e Nemi, menzionate per la prima volta nella loro storia.
Ancora nel Liber Pontificalis ci si riferisce di una basilica costruita da papa Ormisda (514-523) ad Albano, in possessionem Mefontis: convenzionalmente si riconosce in questa "basilica" non la cattedrale bensì la chiesa di San Pietro, l'architettura religiosa più antica di Albano, ricavata in una parte delle terme di Caracalla.

### Dal Medioevo al Cinquecento

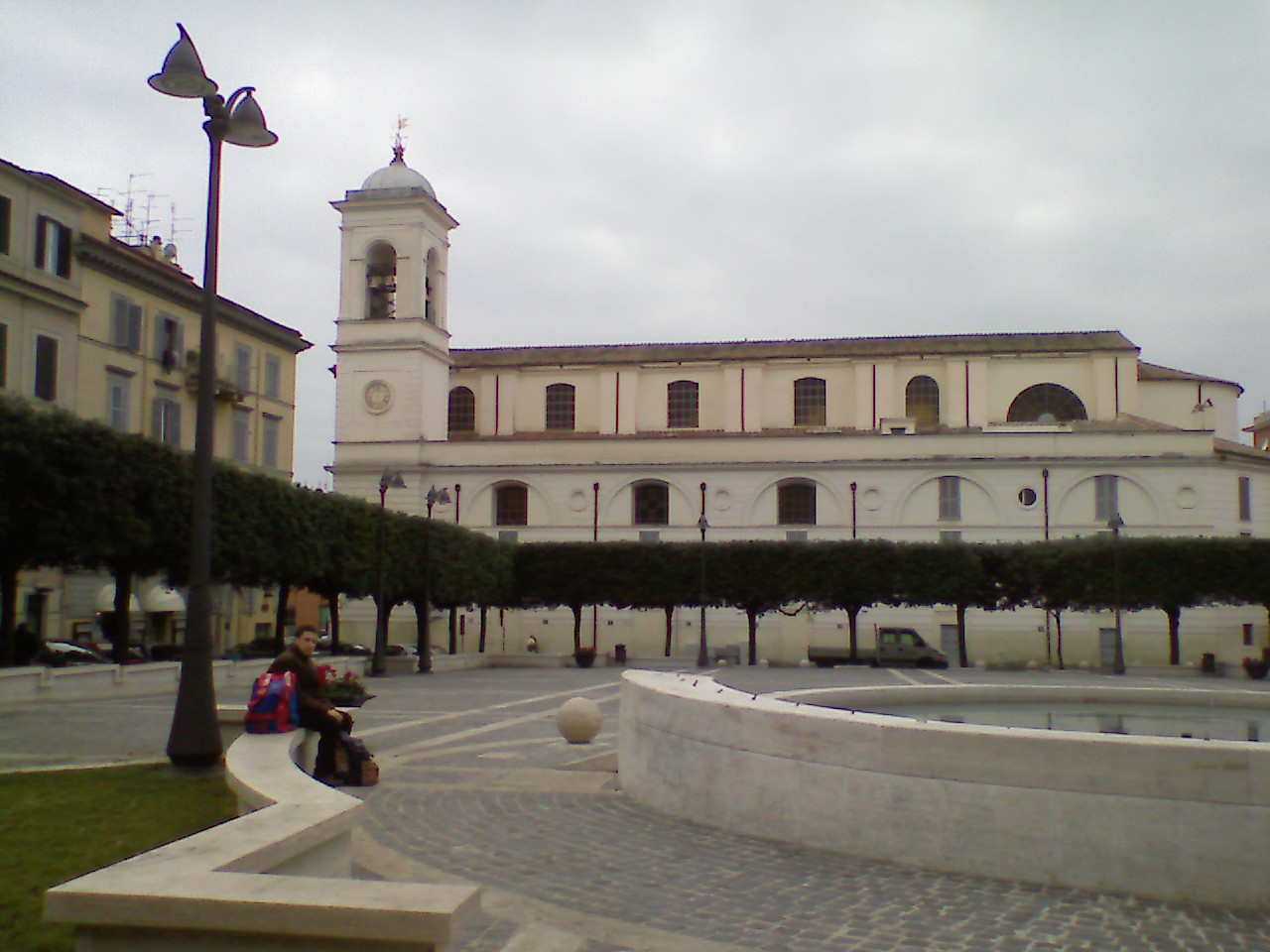
Il fianco destro della cattedrale da piazza Pia.

La cattedrale fu infine restaurata da papa Leone III (795-816) poiché risulta cadente "per la grande antichità" ("quae prae nimia vetustate iam ruitura erat"), come afferma l'anonimo Anastasio bibliotecario nella "Vita Leonis III", nonché distrutta da un incendio.
La tradizione vuole che già al tempo di san Francesco d'Assisi venne fondata una "guardianìa" francescana ad Albano, su un terreno concesso da papa Onorio III: i frati francescani avevano la cura della cattedrale albanense, altrimenti abbandonata. I frati minori conventuali ebbero la conferma della cura spirituale della cattedrale nel 1560 dal cardinale vescovo Giovanni Gerolamo Morone, che affidò loro come sede la chiesa di Santa Maria delle Grazie.
Il cardinale vescovo Michele Bonelli (1591-1598), fra i pochissimi cardinali vescovi ad occuparsi della loro diocesi titolare e della loro cattedrale, venendo in visita ad Albano notò come la cattedrale era priva di clero, spoglia di rendite e di suppellettili, cadente nell'edificio: sicché destinò donativi per restaurare la fabbrica e dotarla degli ornamenti sacri, si diede da fare per recuperare antichi privilegi perduti della Curia diocesana, ed unificò alla cattedrale le parrocchie albanensi della summenzionata chiesa di San Pietro e della chiesa di Sant'Ambrogio, quest'ultima risalente al VII secolo e demolita prima che crollasse nel 1796, con le loro rendite e benefici. Il provvedimento fu ratificato da papa Clemente VIII con la bolla pontificia "Sacri Apostolatus Ministerio" del 6 ottobre 1593.

### Seicento e Settecento
Nel 1687 il cardinale vescovo Flavio Chigi arricchì nuovamente la cattedrale di arredi e finanziò i lavori di costruzione della sagrestia. Contestualmente, il cardinale Chigi ordinò anche l'abbandono dell'usanza di seppellire i morti sotto al pavimento della chiesa, e fece costruire un cimitero nel sito dell'attuale navata destra, con affaccio su piazza Pia: la situazione rimase tale fino al 1826, quando il cimitero venne spostato fuori dall'abitato presso la chiesa di Santa Maria della Stella e la navata venne riaperta al culto. Dopo il 1687 chi avesse voluto farsi seppellire in cattedrale doveva pagare 10 scudi pontifici alla Curia diocesana.
L'aspetto attuale della facciata della cattedrale ed il rifacimento totale dell'interno sono dovuti al cardinale vescovo Ferdinando d'Adda, il quale all'inizio del Settecento incominciò i lavori ma non riuscì a portarli a termine poiché la morte lo colse il 27 gennaio 1719: pertanto per testamento vincolò il suo successore a terminare i lavori. Gli successe Fabrizio Paolucci, che portò a termine l'opera chiamando l'architetto Carlo Buratti. La chiesa venne riconsacrata dal cardinale Paolucci il 5 maggio 1720, ed il giorno della ricorrenza della dedicazione venne stabilito per il 30 agosto di ogni anno.
L'interesse dei cardinali vescovi albanensi per la loro sede titolare aumentò dopo che il cardinale Nicolò Maria Lercari donò alla Curia diocesana il suo palazzo ad Albano, l'attuale palazzo Vescovile, donazione probabilmente avvenuta attorno al 1757 quando il cardinale morì. Il cardinale vescovo Francesco Scipione Maria Borghese intraprese alcuni lavori di sistemazione, sicché i suoi successori poterono iniziare a risiedere ad Albano per sei mesi continui all'anno.
Papa Benedetto XIV, in data ignota, concesse al capitolo dei canonici della cattedrale l'uso del rocchetto e della mozzetta paonazza (dunque identica a quella che indossano i vescovi).

### Ottocento e Novecento

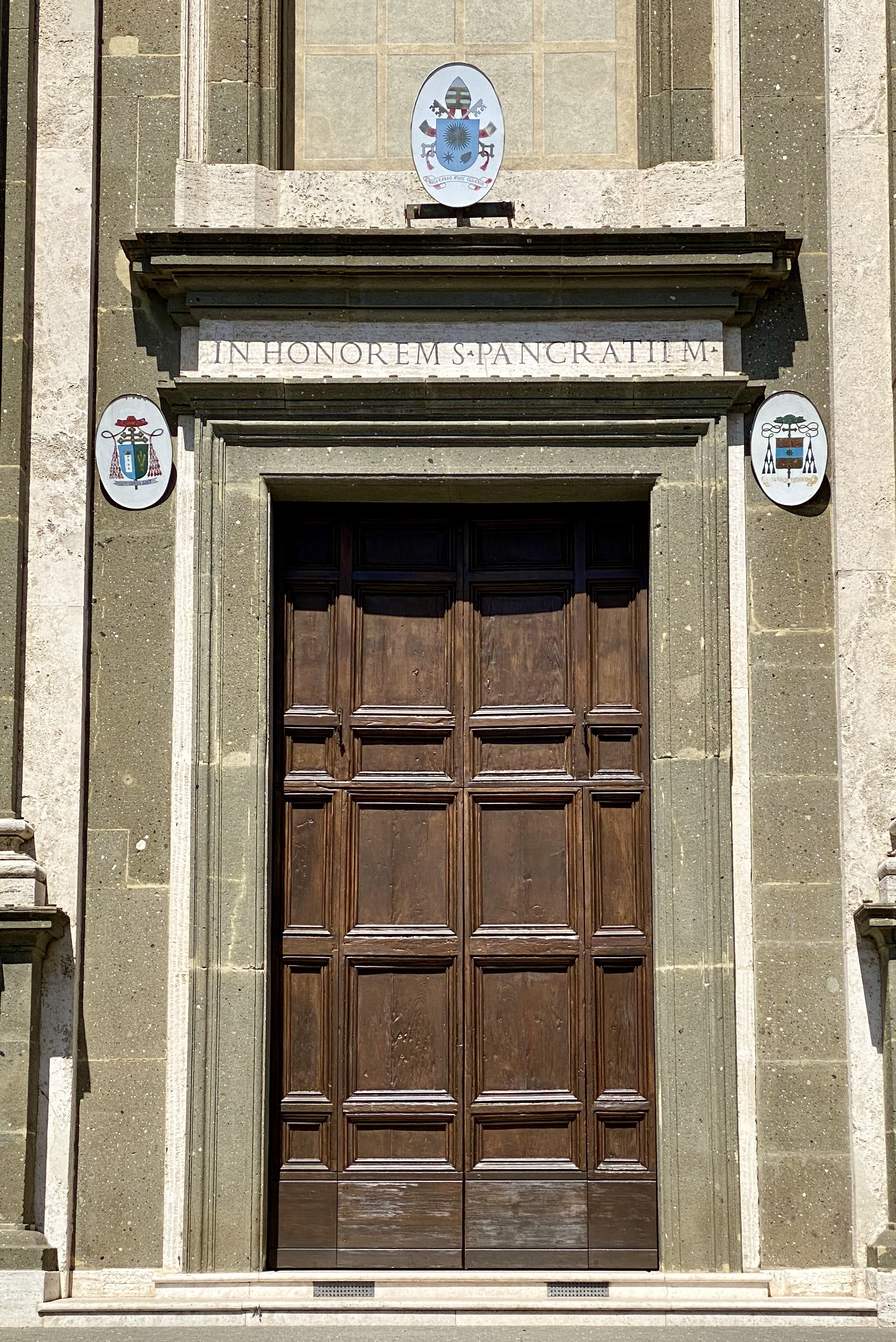
Il portale principale.

Quando a Roma si costituì la Repubblica Romana (1798-1799) il 15 febbraio 1798, Albano Laziale si costituì "repubblica gemellata" già il 18 febbraio, seguita da Frascati, Velletri e, ai primi di marzo, Marino. Contrariamente alle aspettative, i repubblicani albanensi si dimostrarono attenti alle questioni religiose, tanto che il 26 marzo 1798 si occuparono dello stato della cattedrale, obbligando il capitolo dei canonici a sequestrare le rendite del cardinale vescovo Luigi Valenti Gonzaga (lontano da Roma, ufficialmente ammalato presso Parma) per intraprendere i necessari lavori di restauro della cattedrale.
Il capitolo in effetti spese 72 scudi pontifici nei lavori, e presentò il conto al cardinale Valenti Gonzaga al ritorno di questi, nel 1802. Al rifiuto della Curia diocesana di accollarsi quelle spese, anche se necessarie, i canonici iniziarono una causa presso il vicario generale, che diede ragione al cardinale vescovo (come era prevedibile, essendo il vicario scelto dal vescovo): perciò i canonici nel 1805 ricorsero al tribunale della Camera Apostolica, che gli diede fondamentalmente torto, asserendo che per le piccole riparazioni doveva pagare la Curia diocesana, ma per le grandi riparazioni le spese toccavano al capitolo ed ai parrocchiani. Inoltre, i canonici furono vincolati al silenzio (evidentemente si erano lasciati scappare critiche e pettegolezzi sul vescovo) ed al pagamento delle spese processuali. Non contento, il capitolo ricorse al massimo grado della giustizia ecclesiastica, il Supremo Tribunale della Segnatura Apostolica, nel 1806: ma in considerazione della gravissima situazione del campanile della chiesa, che minacciava il crollo, canonici e vescovo si misero d'accordo nel concorrere assieme alle spese puramente necessarie per i restauri.
In breve, nel 1808 la Comunità di Albano fu chiamata a contribuire con 100 scudi (ufficialmente passati come conguaglio dei sopravanzi comunitativi) ai restauri. Nuovi restauri furono intrapresi dalla Comunità dopo la parentesi dell'occupazione napoleonica (1807-1814), nel 1821, imponendo alla popolazione albanense una tassa sul macinato: al termine di questi lavori, venne riaperta al culto la navata destra ed il cimitero lì collocato fu spostato presso la chiesa di Santa Maria delle Stella, come già precedentemente accennato. La conseguenza fu che ora capitolo e Curia diocesana unitamente ricorsero contro la Comunità albanense pretendendo che fosse lei ad accollarsi le spese dei restauri, in una serie di processi e ricorsi che iniziarono nel 1866.

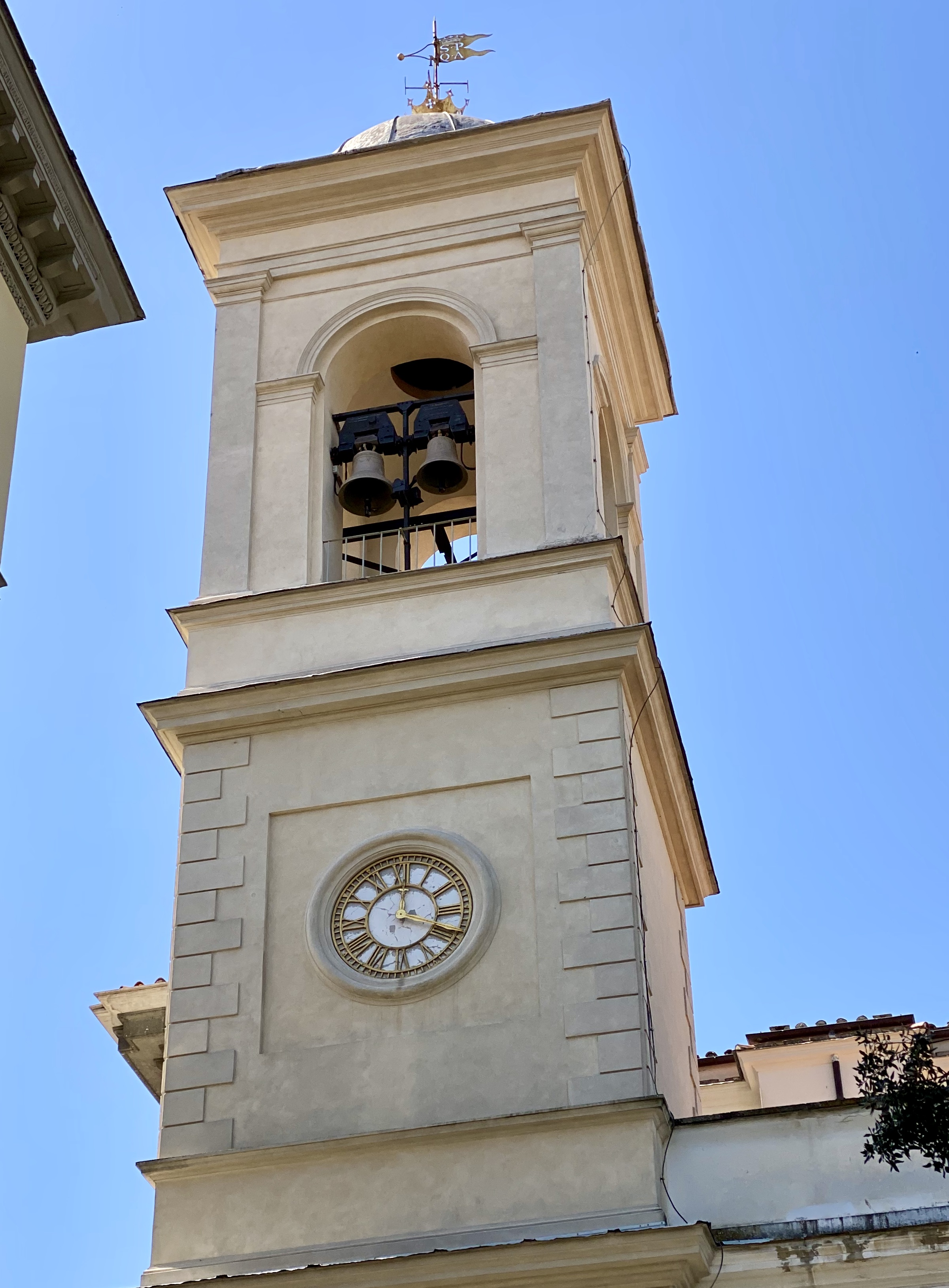
Particolare del campanile.

Tra il 21 maggio ed il 5 dicembre 1829 ben 248 scosse di terremoto sconvolsero l'area dei Colli Albani: la popolazione di Albano, notando la scarsa entità dei danni alle persone ed agli edifici, pensò di attribuire ciò all'intercessione della Madonna della Rotonda, l'antica immagine mariana conservata nel santuario di Santa Maria della Rotonda, tanto che tra il 22 ed il 30 agosto di quell'anno si svolsero solenni celebrazioni per un'incoronazione solenne dell'immagine presso la cattedrale. L'immagine della Madonna della Rotonda venne solennemente incoronata in cattedrale per la terza volta nella sua storia il 14 maggio 1905, presente il cardinale vescovo Antonio Agliardi. La corona apposta sull'immagine nel 1829, assieme ad altri gioielli annessi e ad alcuni ex voto, erano stati infatti oggetto di un furto sacrilego nell'ottobre 1904.
Tra il 1854 ed il 1858 e nel 1912-1913 furono eseguiti nuovi restauri all'interno della chiesa, che le hanno dato l'aspetto attuale: furono tra l'altro riportati alla luce nelle navate laterali alcuni resti antichi, appartenenti più probabilmente alla basilica costruita da papa Leone III nel IX secolo che non all'originale basilica costantiniana.
L'aspetto attuale della chiesa dunque è condizionato dagli interventi degli anni dieci del Novecento, in occasione del "millenario" della basilica (313-1913), festeggiato facendo forzatamente coincidere la fondazione della basilica costantiniana con la promulgazione dell'editto di Milano.
Dal 1921 vi è attivo il volontariato vincenziano.
Il 25 agosto 1963 papa Paolo VI venne in visita alla cattedrale ed alla diocesi di Albano, imitato il 19 settembre 1982 da papa Giovanni Paolo II.

### XXI secolo
Nella mattinata di domenica 21 settembre 2008 papa Benedetto XVI si è recato ad Albano in visita pastorale, partendo dalla Villa Pontificia di Castel Gandolfo, consacrando il nuovo altare maggiore, installato nell'ambito degli ultimi restauri del 2008. La visita del Papa ad Albano sarà la sua ottava uscita pubblica in visita ad una diocesi dall'inizio del suo pontificato.
Il 21 settembre 2019 Papa Francesco, recatosi in visita ad Albano, ha celebrato messa in Piazza Pia.

## Descrizione

### Esterno

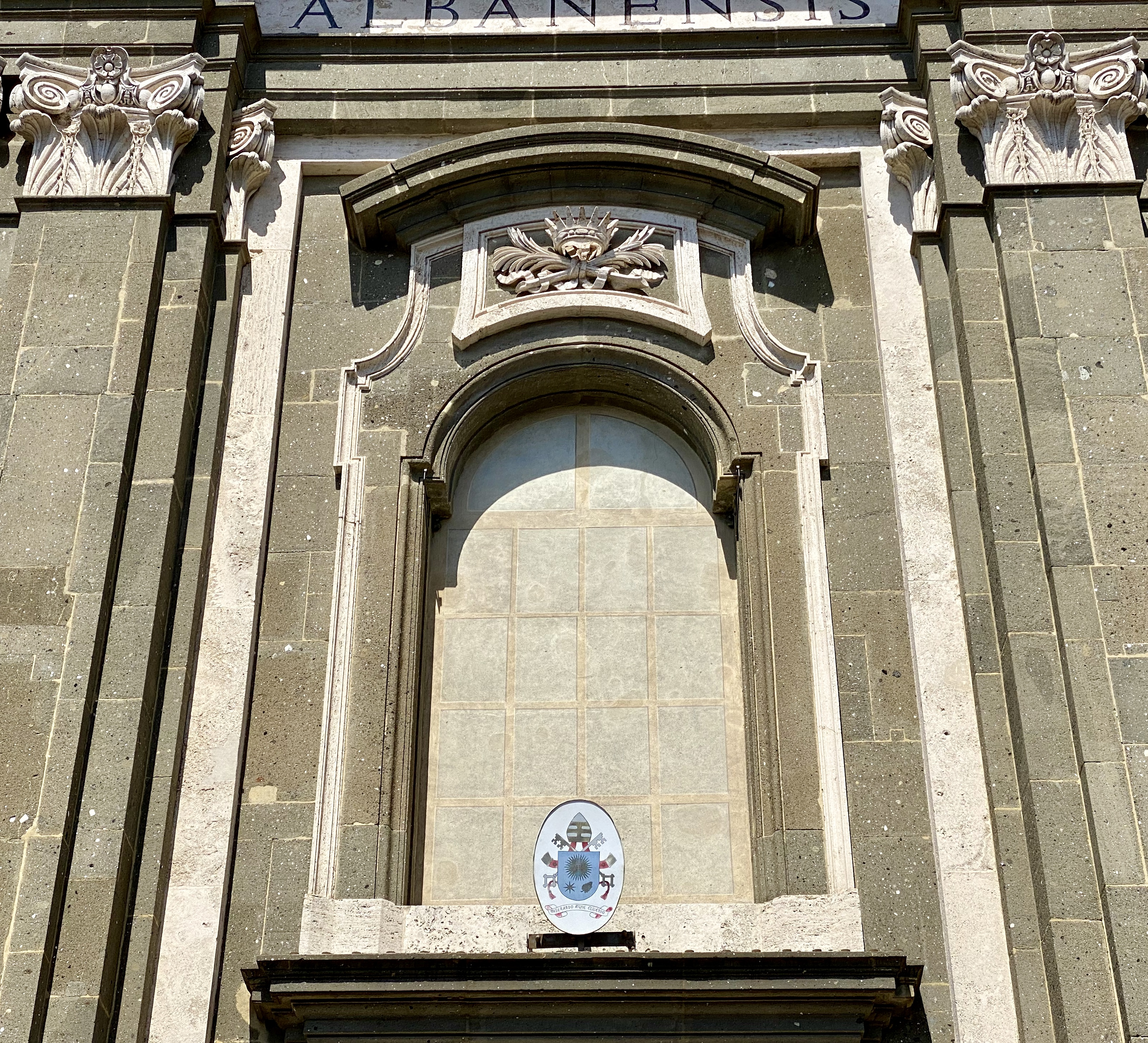
Particolare della finestra cieca sulla facciata principale.

La facciata è stata realizzata nel 1722 su progetto dell'architetto Carlo Buratti, progettista tra l'altro degli acquedotti di Bracciano e Benevento, della cattedrale di San Paolo ad Aversa, e della chiesa di Santa Maria del Suffragio a L'Aquila, quest'ultima divenuta uno dei simboli della città dopo il terremoto dell'Aquila del 2009.
Ad Albano il Buratti realizzò una facciata continua in peperino tripartita da lesene di ordine architettonico gigante: sulla parte centrale collocò un timpano sormontato sulla sommittà da un'imponente croce. In mezzo al timpano c'è lo stemma marmoreo del cardinale vescovo Fabrizio Paolucci. Alle estremità della facciata ci sono due fiaccole (che probabilmente simboleggiano la discesa dello Spirito Santo e sono un elemento ricorrente sulle facciate di molte chiese). Sotto, lungo l'architrave della trabeazione, è collocata la seguente iscrizione latina:
Al centro della facciata si apre una finestra cieca ad imitazione della "loggia delle benedizioni" presente nelle basiliche papali romane, sormontata da un fregio raffigurante la palma del martirio, in riferimento a san Pancrazio martire. Nella facciata si aprono tre porte, e sopra le due porte laterali si trovano due fregi rotondi raffiguranti le palme del martirio.

### Interno

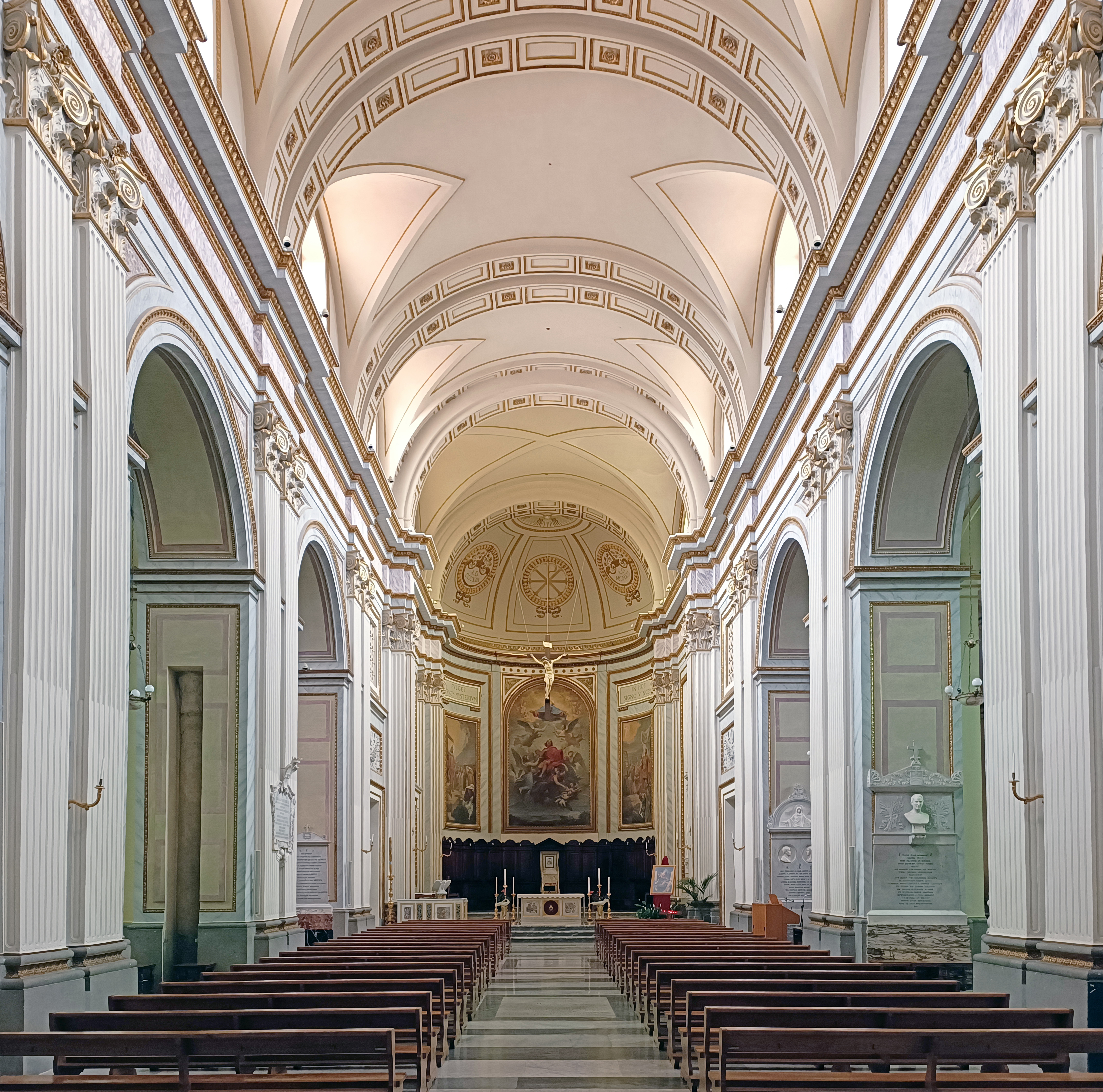
Interno

L'interno della chiesa, originariamente tardo barocco ma fortemente influenzato dagli interventi neoclassicisti portati avanti dalla metà dell'Ottocento fino agli anni dieci del Novecento. La cattedrale si presenta a pianta basilicale a tre navate coperte da volte a botte: ai lati, si aprono sei cappelle laterali arredate con dipinti del XVII e del XVIII secolo, fra i quali è anche una pala di Anastasio Fontebuoni con l'Annunciazione con i santi Biagio e Girolamo, documentata al 1611.
La controfacciata è occupata da una grande cantorìa che sorregge un organo a canne in disuso. Sopra di esso, si legge la lapide celebrativa del cardinale vescovo Ferdinando d'Adda apposta dal suo successore Fabrizio Paolucci:
Presso il fonte battesimale, è conservata una lapide in origine esposta sulla facciata: è copia del chirografo con cui papa Pasquale II nel 1118 esprime la sua benemerenza agli albanensi esentandoli dal pagamento di alcune tasse.
Nella cripta sottostante il presbiterio sono conservati alcuni dei capitelli ionici dell'antica basilica paleocristiana che Papa Leone III (795-815) fece riedificare in seguito ad un furioso incendio. Dopo varie vicissitudini e modifiche come ad esempio la costruzione della sagrestia e di un piccolo cimitero limitrofo, nell'anno 1772 il Cardinale Fabrizio Paolucci fece costruire l'attuale facciata, su progetto dell'architetto Carlo Buratti, mentre l'odierno aspetto della basilica si ebbe soltanto nel 1913, a seguito di nuovi adeguamenti e restauri eseguiti per più di mezzo secolo, mediante concorso finanziario del popolo di Albano.
Con questi interventi, furono messe a vista una serie di colonne della cattedrale medievale di Leone III e la Chiesa fu dedicata, oltre che a San Giovanni Battista, anche a San Pancrazio, entrambi protettori della città.
Nella cattedrale è conservato un pregevole sarcofago marmoreo paleocristiano, con figura di orante centrale.
Al di sotto della terza arcata fra navata centrale e navata laterale sinistra, vi è un organo meccanico, costruito da Claudio Anselmi Tamburini nel 1992 e ivi trasferito nel 2020.